# Franziskanerkirche (Famagusta)

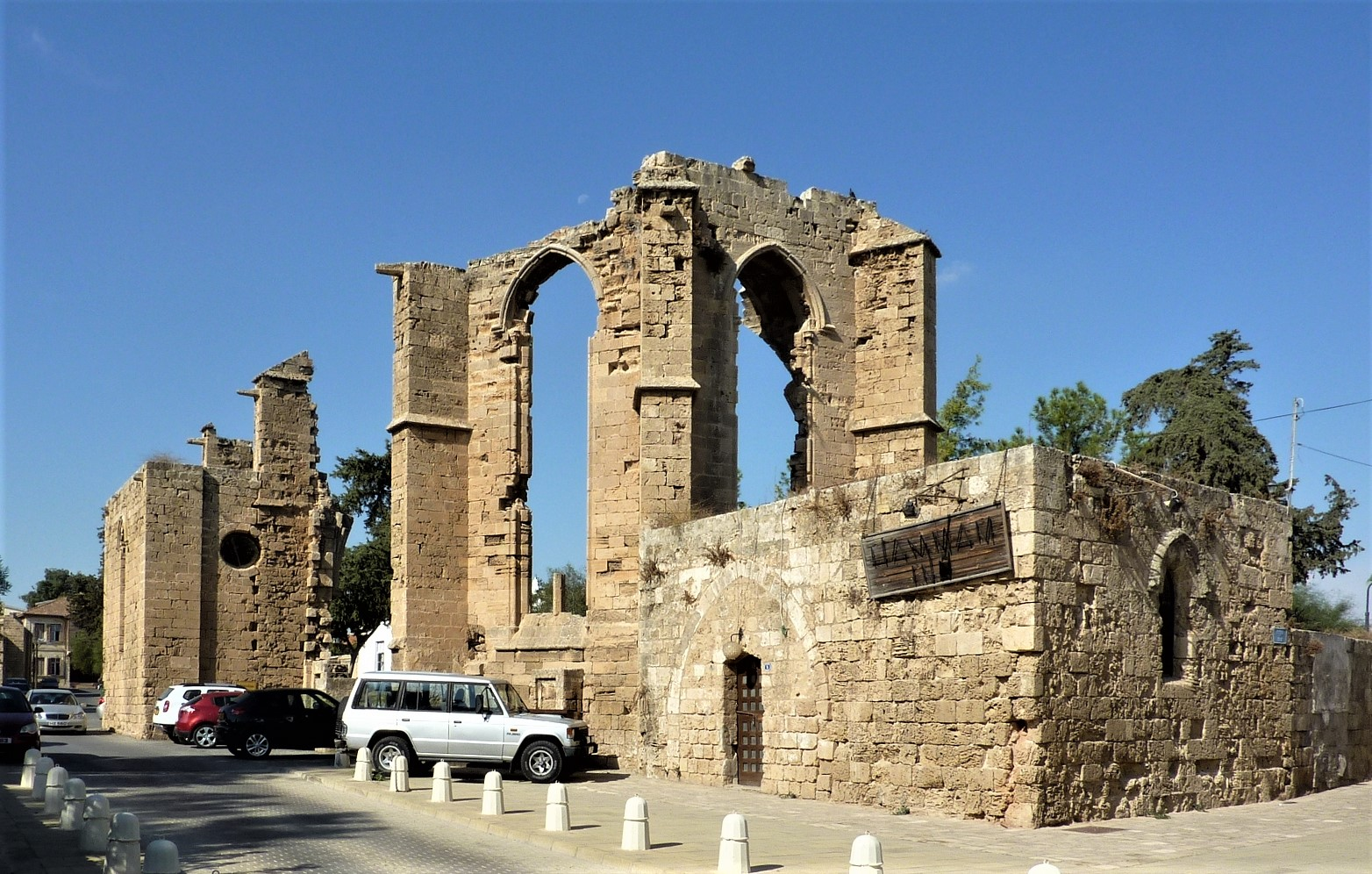
Die Ruine der Franziskanerkirche

Die Franziskanerkirche ist die Ruine einer Klosterkirche der Franziskaner in Famagusta auf Zypern. Die Kirche war Franz von Assisi geweiht und befindet sich in unmittelbarer Nachbarschaft zur Kathedrale des hl. Nikolaus.

## Geschichte

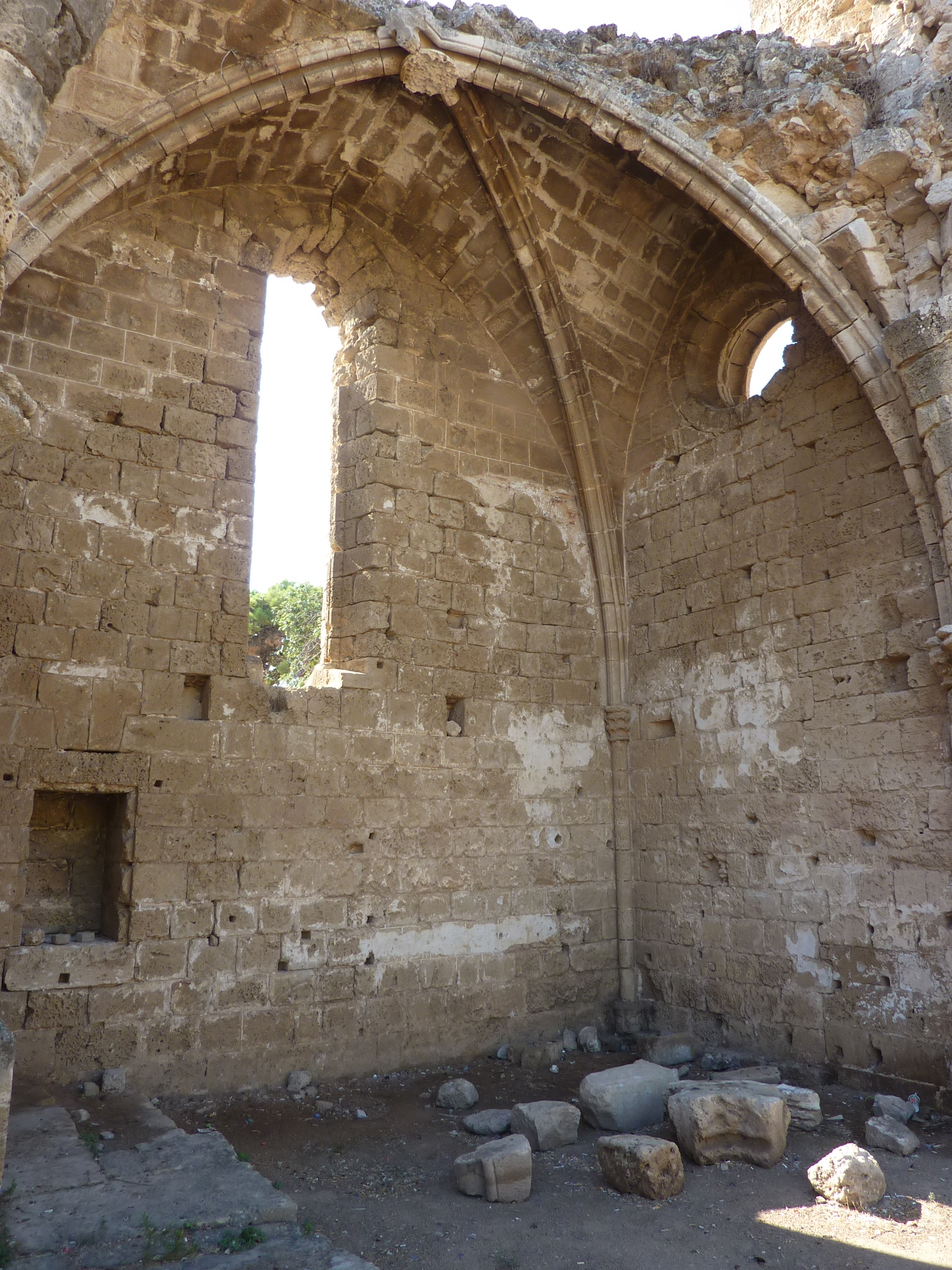
Erhaltenes Gewölbe der Seitenkapelle

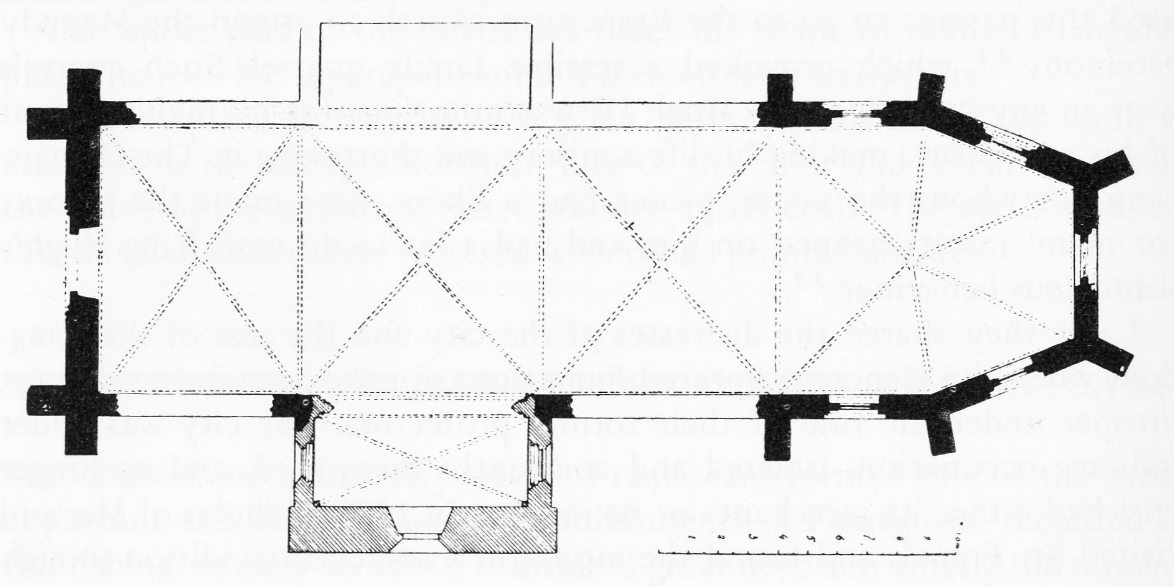
Grundriss 1899

Die Franziskanerkirche wurde während der Herrschaft des fränkischen Hauses Lusignan in Famagusta unter Heinrich II., König von Jerusalem und Zypern, zwischen 1284 und 1324 errichtet. Die Klosterkirche befand sich in unmittelbarer Nachbarschaft zur Kathedrale sowie direkt neben dem königlichen Palast Famagustas. Heinrich ließ sich einen eigenen Zugang zur Kirche errichten, um sie ungestört bei Tag oder Nacht besuchen zu können.
Heinrichs Nachfolger Hugo IV. favorisierte jedoch den Dominikanerorden und ließ diesen neben seinem Palast in Nikosia siedeln. In Famagusta veranlasste er die Umwandlung des königlichen Übergangs zu St. Franziskus zu einem Übungsort für das Bogenschießen. Nicholas von Martoni schildert in einer Reisebeschreibung aus dem Jahr 1394 einen neben der Kirche befindlichen wunderschönen Kreuzgang, das Klostergebäude und Gärten, sowie die große Armut der Brüder.
St. Franziskus besitzt ein einschiffiges Langhaus bestehend aus drei Jochen, dem sich ein kürzeres Chorjoch anschließt, das dreiseitig geschlossen ist. An das zweite Langhausgewölbe wurde nachträglich eine südliche Seitenkapelle hinzugefügt, deren Gewölbe noch erhalten ist. Ob sich im Norden querhausartig eine weitere Seitenkapelle befand, ist ungeklärt. Der Kunsthistoriker Camille Enlart lokalisiert dort den Kreuzgang, von dem keine Reste mehr existieren.
Die Kirche dürfte seit dem osmanischen Artilleriebeschuss im Zuge der Belagerung von Famagusta 1571 und der anschließenden Eroberung der Stadt eine Ruine sein.